# Metaplasmo
Metaplasmo, também designado por metaplasma por alguns autores, são as alterações fonéticas que ocorrem em determinadas palavras ao longo da evolução de uma língua, o que ajuda a compreender a etimologia de muitas dessas palavras. O metaplasmo pode ocorrer pela adição, supressão ou modificação dos sons.

## Metaplasmos por adição de sons
- Prótese = acréscimo de fonema no início da palavra. Exemplo: latim vulgar stella, scutu > português "estrela", "escudo".
- Epêntese = acréscimo de fonema no interior da palavra. Exemplo: latim vulgar stella, registu > português "estrela", "registro". No português brasileiro contemporâneo, na língua falada popular, ocorre uma particularização da epêntese, chamada anaptixe, que consiste em se desfazer um encontro consonantal pela inclusão de uma vogal: pneu, advogado > p(i)neu ou p(e)neu, ad(i)vogado ou ad(e)vogado.
- Paragoge = acréscimo de fonema no fim da palavra. Exemplo: latim ante > português "antes". Também ocorre nos casos de adaptação de estrangeirismos limitados posteriormente por consoante, como francês chic > português "chique", inglês lunch > português "lanche".

## Metaplasmos por supressão de sons
- Aférese - supressão de fonema no início da palavra - Exemplo: latim vulgar acume > português "gume". Observe-se que a aférese só ocorreu depois de outro metaplasmo, a sonorização, ter alterado o /k/ interno a /g/.
- Síncope - supressão de fonema no meio da palavra   - Exemplo: latim vulgar malu, opera > português "mau", "obra" (neste caso, ocorreu também sonorização, alterando o /p/ em /b/).
- Apócope - supressão de fonema no fim da palavra    - Exemplo: latim mare > português "mar".
- Crase - fusão de duas vogais iguais, desde que interna à palavra  - Exemplo: português arcaico pee > português moderno "pé"
- Haplologia - entre duas sílabas de mesma estrutura e contíguas, consiste na supressão da menos saliente - Exemplo: português medieval "bondadoso" > português moderno "bondoso". No português brasileiro contemporâneo falado, há vários dialetos em que se observam haplologias em palavras fonológicas: dente de leite > "dendileite" /dẽ.d͡ʒi.lejt͡ʃ/, perto de casa > "perdicasa" /pɛʀ.d͡ʒi.ka.zə/.
- Elisão (sinalefa) - fusão de vogais que limitam palavras adjacentes, tornando-as em um conjunto fonológico; verifica-se, por vezes, a atuação de metaplasmos secundários, como o deslocamento da sílaba tônica (q.v. 'Metaplasmos por transposição'). Exemplo: latim de ex de > português desde; português brasileiro contemporâneo falado '… o tempo inteiro…' > "… o tempintero…"

## Metaplasmos por modificação de sons

### Por transposição
Neste caso, a modificação é observada depois que um elemento fonético (segmental ou supra-segmental, como é o caso da posição tônica) é deslocado do lugar que ocupa originalmente na palavra.
- Metátese - deslocamento interno à sílaba. Exemplo: latim pro > português "por"., semper > "sempre", inter > "entre"
- Hipértese - transposição de um fonema de uma sílaba para outra. Exemplo: latim capio > português "caibo", primariu > primairo > "primeiro", fenestra > feestra > "fresta".
- Hiperbibasmo - em grego, relacionado ao verbo hyperbibázo, que compreende o deslocamento de fonema ou de acento; nas línguas modernas, abrange apenas a transposição de elementos supra-segmentais, dividindo-se, portanto, em sístole e diástole:
  - Diástole - avanço do acento tônico. Exemplos: límite > "limite", pônere > "ponere", tênebra > "tenebra".
  - Sístole - recuo do acento tônico. Exemplo: latim pantânu, eramus e idólu (paroxítonas) > português "pântano", "éramos" e "ídolo".

### Por transformação
- Apofonia: Mudança de timbre de uma vogal
- Assimilação: duas consoantes diferentes viram duas iguais, por exemplo: rs - persona > "pessoa", st - nostro > "nosso", rs - persicu > "pêssego".
- Dissimilação: Ao contrário da Assimilação, consiste em estabelecer uma diferenciação entre dois fonemas iguais, por exemplo: "liliu" > "lírio", "memorare" > "membrar" > "lembrar", "rotundu" > "rodondo" > "redondo".
- Consonantização: Transformação em uma consoante de uma (semi)vogal: iam > "já", Iesus > "Jesus", uita > "vida", iactum > "jeito"
- Vocalização: nocte > "noite", regnu > "reino", multu > "muito"
- Nasalização: passagem de um fonema oral a nasal:

nec > "nem", bonu > "bom"
- Desnasalização: luna > lũa > "lua", bona > bõa > "boa", ponere > põer > poer > "pôr".
- Monotongação: Transformação de um ditongo numa vogal simples
- Ditongação: anu, ane, unt, adunt, anctu e one passam para ão.
- Metafonia: Mudança de timbre duma vogal tónica por influência de outra
- Palatização: tegula > "telha", folia > "folha", hodie > "hoje", pluvia > "chuva".
- Sonorização: passa de surda para sonora. t > d, k > g, f > v, s > z, p > b. Exemplos: lupu > "lobo", maritu > "marido", populu > "povo".
- Desvozeamento